# Achiquico
Achiquico är en ort i Mexiko.   Den ligger i kommunen Tamazunchale och delstaten San Luis Potosí, i den sydöstra delen av landet, 210 km norr om huvudstaden Mexico City. Achiquico ligger 138 meter över havet och antalet invånare är 136.
Terrängen runt Achiquico är kuperad västerut, men österut är den platt. Runt Achiquico är det ganska tätbefolkat, med 90 invånare per kvadratkilometer. Närmaste större samhälle är Tamazunchale, 4,8 km väster om Achiquico. Omgivningarna runt Achiquico är en mosaik av jordbruksmark och naturlig växtlighet.